# Mizunami
Mizunami (jap. 瑞浪市 Mizunami-shi) – miasto w prefekturze Gifu na wyspie Honsiu (Honshū), w Japonii.

## Położenie
Miasto leży w południowej części prefektury Gifu nad rzekami: Toki i Kiso. Najwyżej położonym miejscem jest góra Byōbu 794 m n.p.m. Przez miasto przebiega autostrada Chūō (wschód-zachód). Miasto graniczy z Toki i Eną w prefekturze Gifu oraz od południa z Toyotą w prefekturze Aichi.

## Historia
Miasto powstało 1 kwietnia 1954 roku, z połączenia miasteczek Mizunamitoki i Sue oraz wsi Inatsu, Kamado, Ōkute, Hiyoshi i Akiyo.